# Dieter Cöllen
Dieter Cöllen (* 1953; † 02. September 2024 in Périgord) war ein deutscher Architekturmodellbauer und Phelloplastiker (Korkplastiker).

## Leben
Cöllen besuchte das Albertus-Magnus-Gymnasium Köln und war ausgebildeter Bauzeichner. Er arbeitete bei verschiedenen Kölner Architekten, bevor er 1985 ein Atelier für Phelloplastik und Architekturmodellbau gründete. 
Zu Beginn der 1990er Jahre begann Cöllen damit, sich mit der als vergessene Kunst geltenden Phelloplastik des 18. Jahrhunderts zu befassen. Er galt als einziger praktizierender Künstler dieser Disziplin. In Kooperation mit Wissenschaftlern und Archäologen arbeitete er für verschiedene Sammler und Museen.

## Ausstellungen
- Korkmodell Palmyra. Museum für zeitgenössische Kunst – Diether Kunerth, Ottobeuren (2. Juni – 16. Juli 2017)[4]
- Palmyra – Zerstörte Erinnerung. Lindenau-Museum, Altenburg (2017)
- Korkmodelle im Praetorium, Praetorium, Köln[5]
- Pompeji Leben auf dem Vulkan in der Kunsthalle der Hypo-Kulturstiftung, München (2014)
- Catástrofe bajo el Vesubio im Centro de Exposiciones Arte Canal, Madrid (2013)
- Pompeji. Katastrophen am Vesuv im Landesmuseum für Vorgeschichte Halle (2011)[6]
- Re-creating Soane's Model Room, Sir John Soane's Museum, London (2010)[7]
- Ruinen – Faszination und Fantasie im Koldinghus, Kolding, Dänemark (2009)
- Die Pyramiden – Häuser für die Ewigkeit im Palmengarten, Frankfurt (2007)
- Die antiken Stätten von morgen – Ruinen des Industriezeitalters im Fabrikmuseum Nordwolle, Delmenhorst (2006)
- Die Pyramide – Haus für die Ewigkeit im Lokschuppen, Rosenheim (2005)
- Eternal Egypt im Royal British Columbia Museum, Victoria, Kanada (2004)
- Die sieben Weltwunder der Antike im Winckelmann-Museum, Stendal (2003)
- Sangue e arena al Colosse, Kolosseum, Rom (2002)
- „Total verKORKst?!“ Geschichte, Architektur, Design 1750–2002 im Fabrikmuseum Nordwolle, Delmenhorst (2002)
- Plastici di sughero e storia della ricerca, Deutsches Archäologisches Institut, Rom (2001)
- Die Tempel von Paestum. Korkmodelle und Zeichnungen von 1750–2000 im Museum für Abgüsse Klassischer Bildwerke, München (2001)

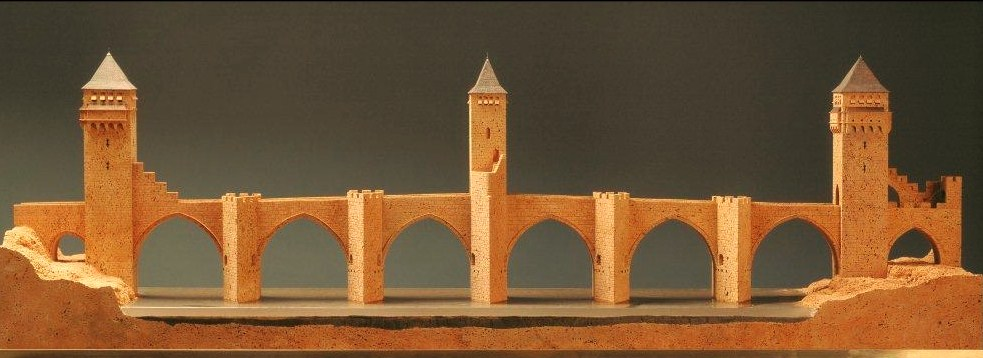
Pont Valentré und Pigeoniers im Office de Tourism, Cahors (2001)
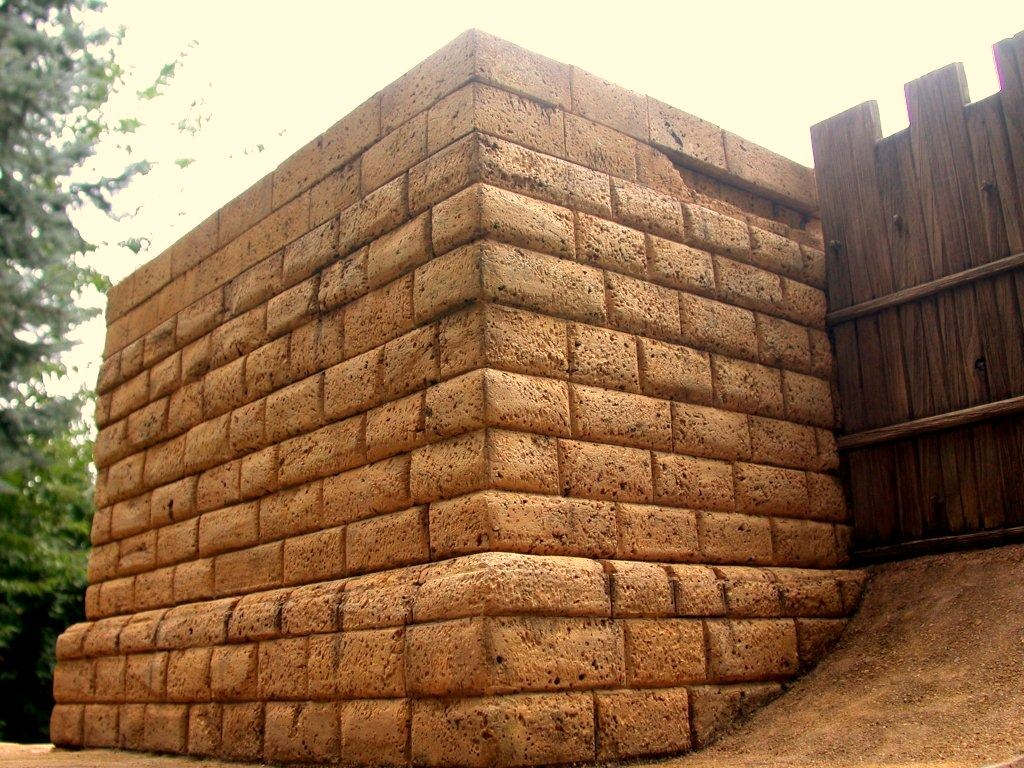
Ubier Monument
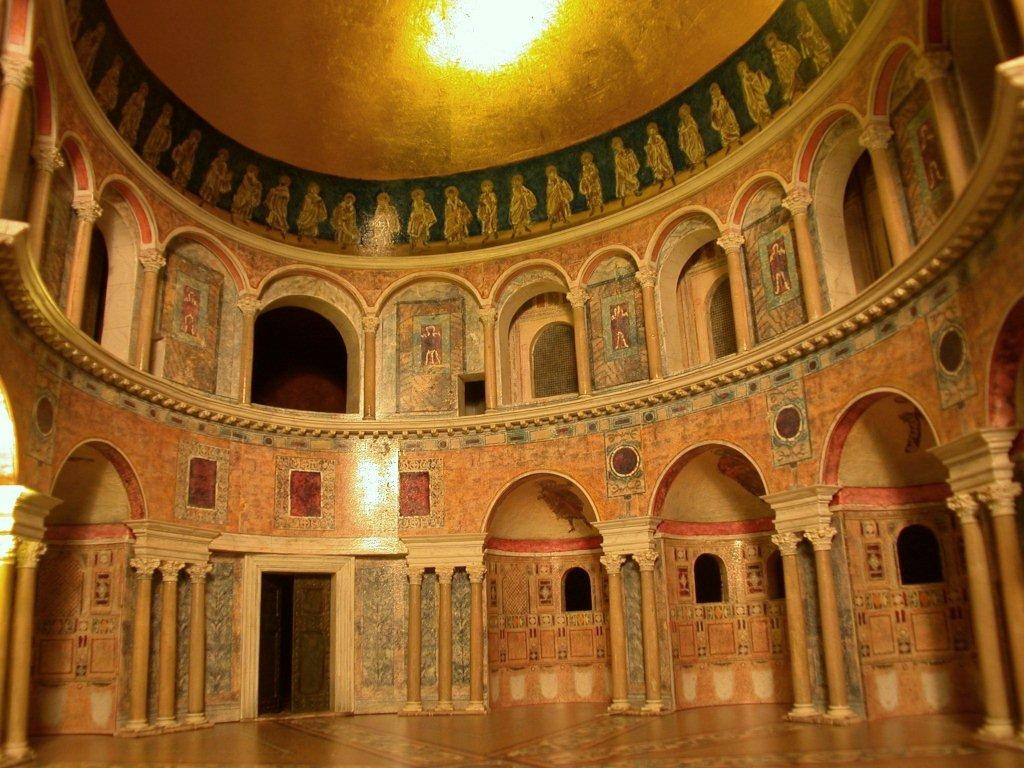
St. Gereon
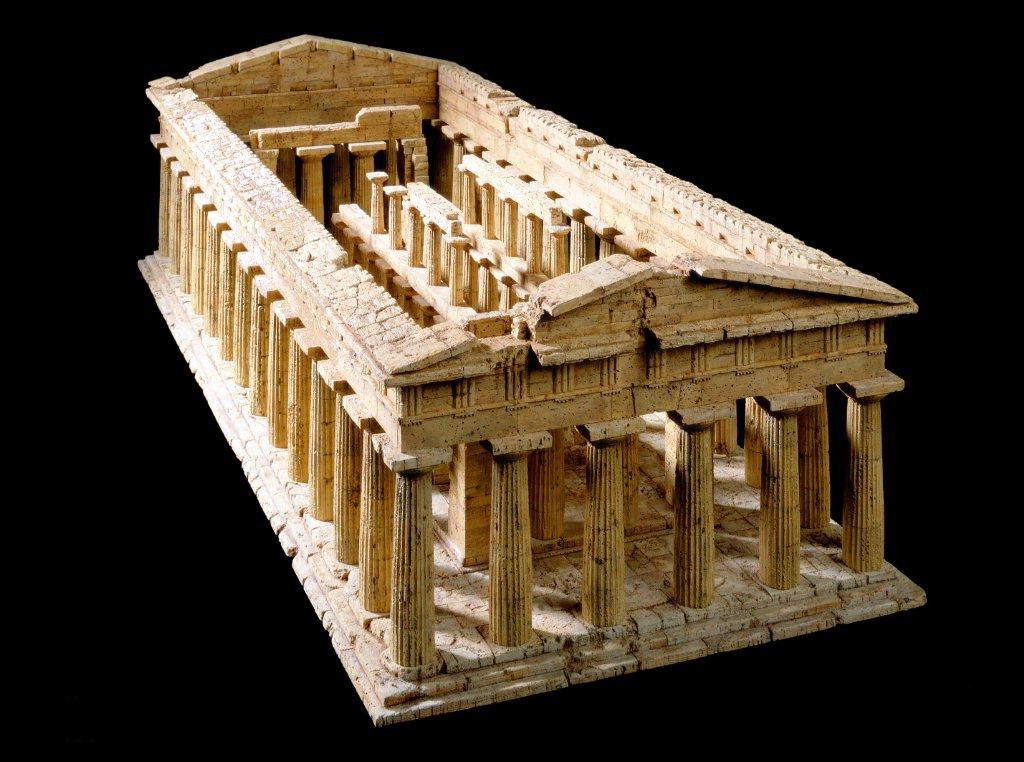
Poseidontempel
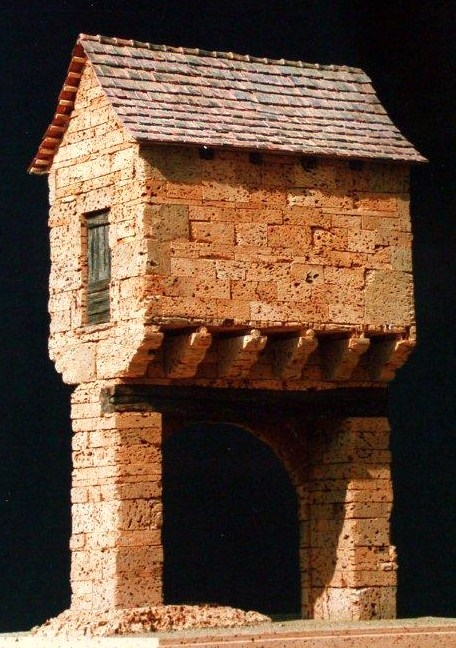
Pigeonnier
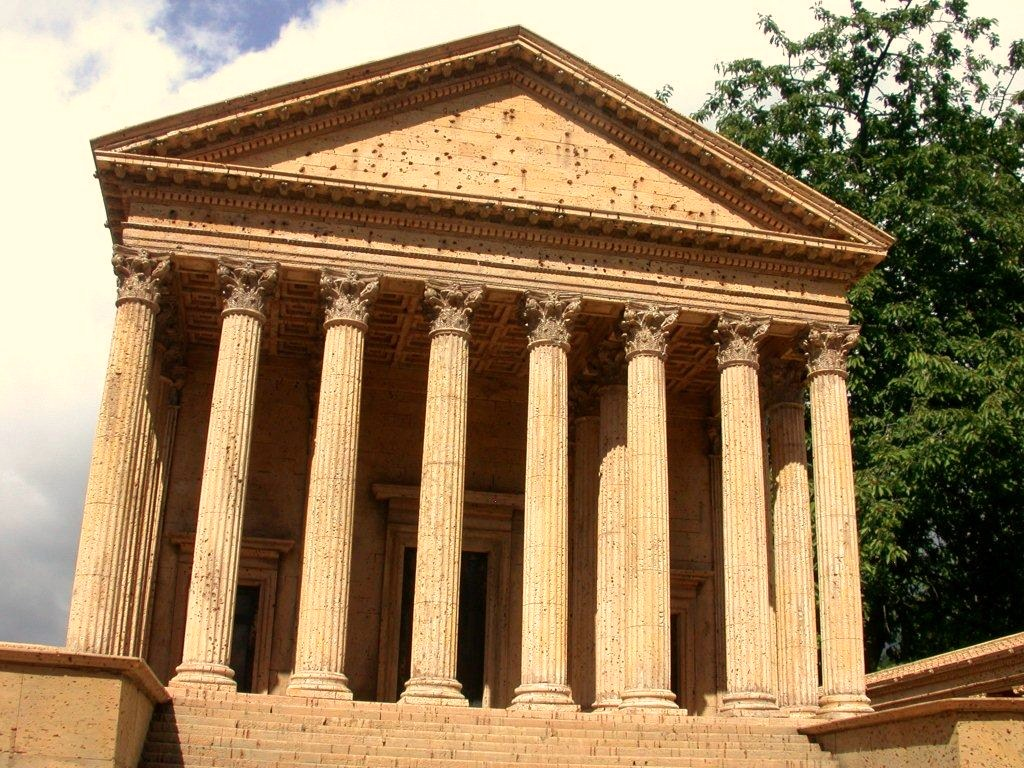
Kapitolstempel
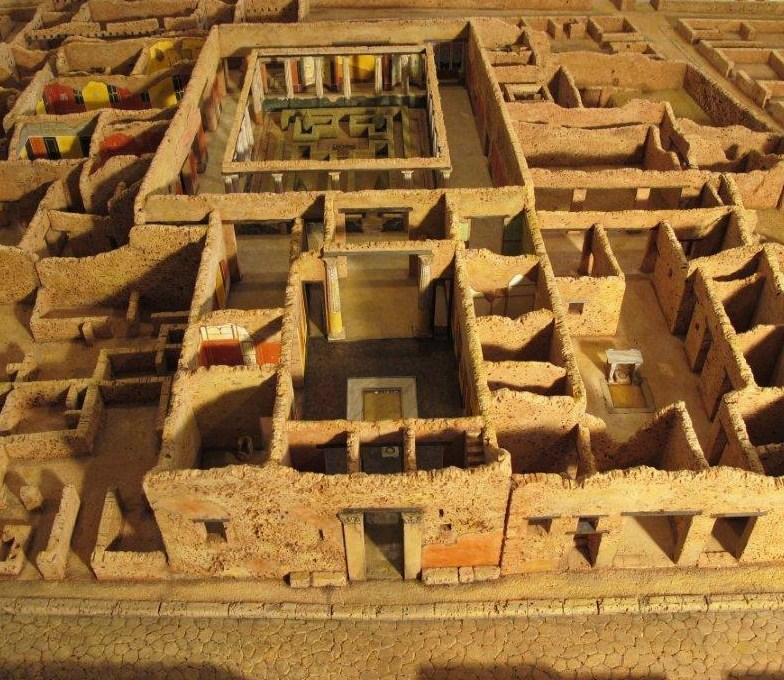
Haus des Menander
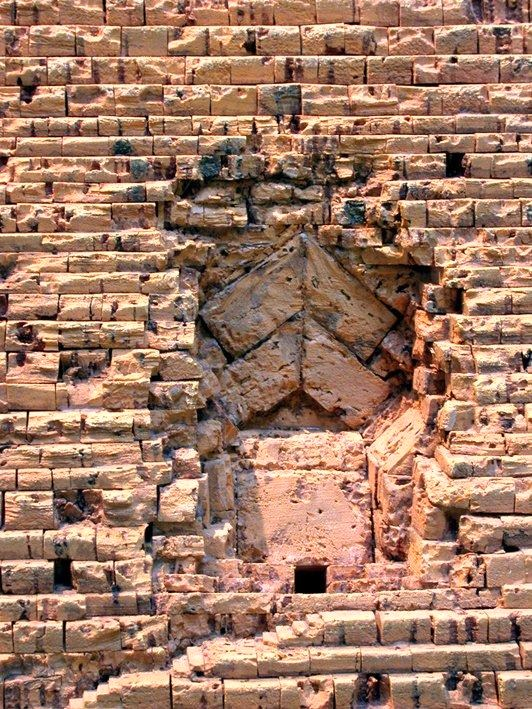
Cheops-Pyramide
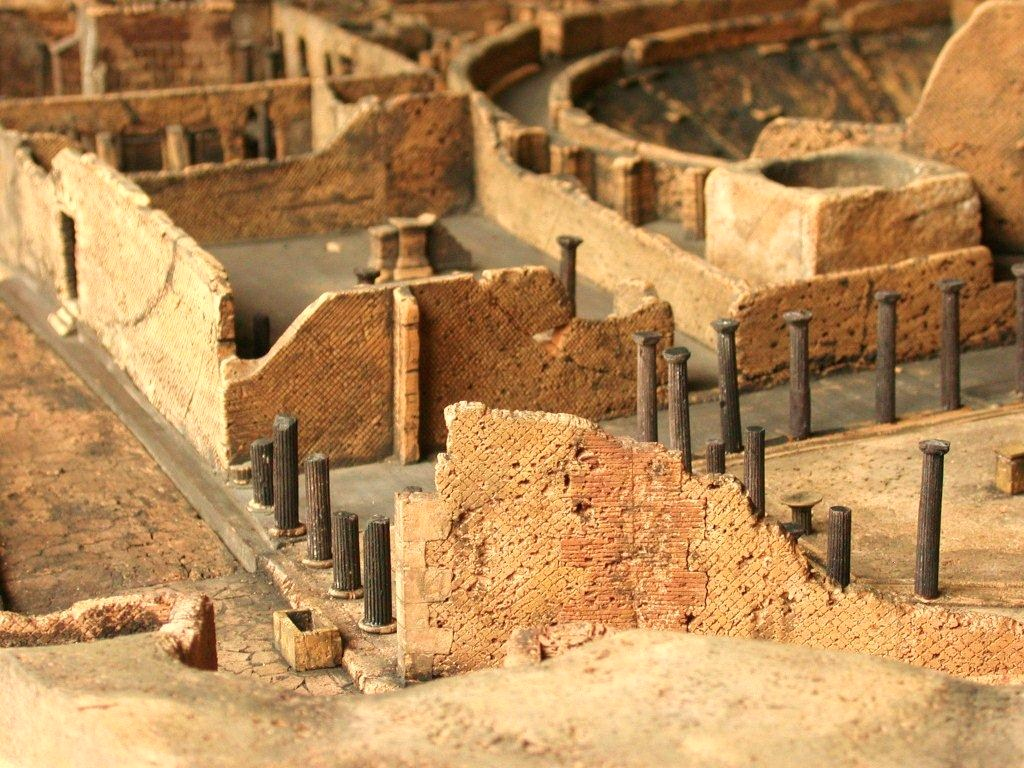
Forum Triangolare

- Die drei Tempel von Paestum in den Staatlichen Museen Kassel, Schloss Wilhelmshöhe (2000)
- O. M. Ungers Zeiträume – Architektur – Kontext in der Josef-Haubrich-Kunsthalle, Köln (1999)